# Sobredosis de metal
Sobredosis de Metal es el nombre del cuarto álbum del grupo de rock mexicano Fongus, lanzado en 1989. Dos años después de su lanzamiento el grupo se desintegró. La banda volvió a reunirse en 1996.
El disco muestra fuertes dotes de heavy metal y rock pesado, en donde se muestra lo que ha caracterizado a esta agrupación, su estilo pesado que lo convirtió como el grupo más metalero de México.

## Lista de canciones
1. Bala De Plata	(04:18)
2. Cuarto 33	(03:55)
3. Atrapado	(03:39)
4. Metal Mortal	(02:44)
5. Escapate	(04:48)
6. Sobredosis	(04:28)
7. Rocker	(03:17)
8. Por Tu Amor Me Atraparon (03:10)
9. Un Loco Más (Reprise)	(03:03)

- Datos: Q6130660